# Frederikstad

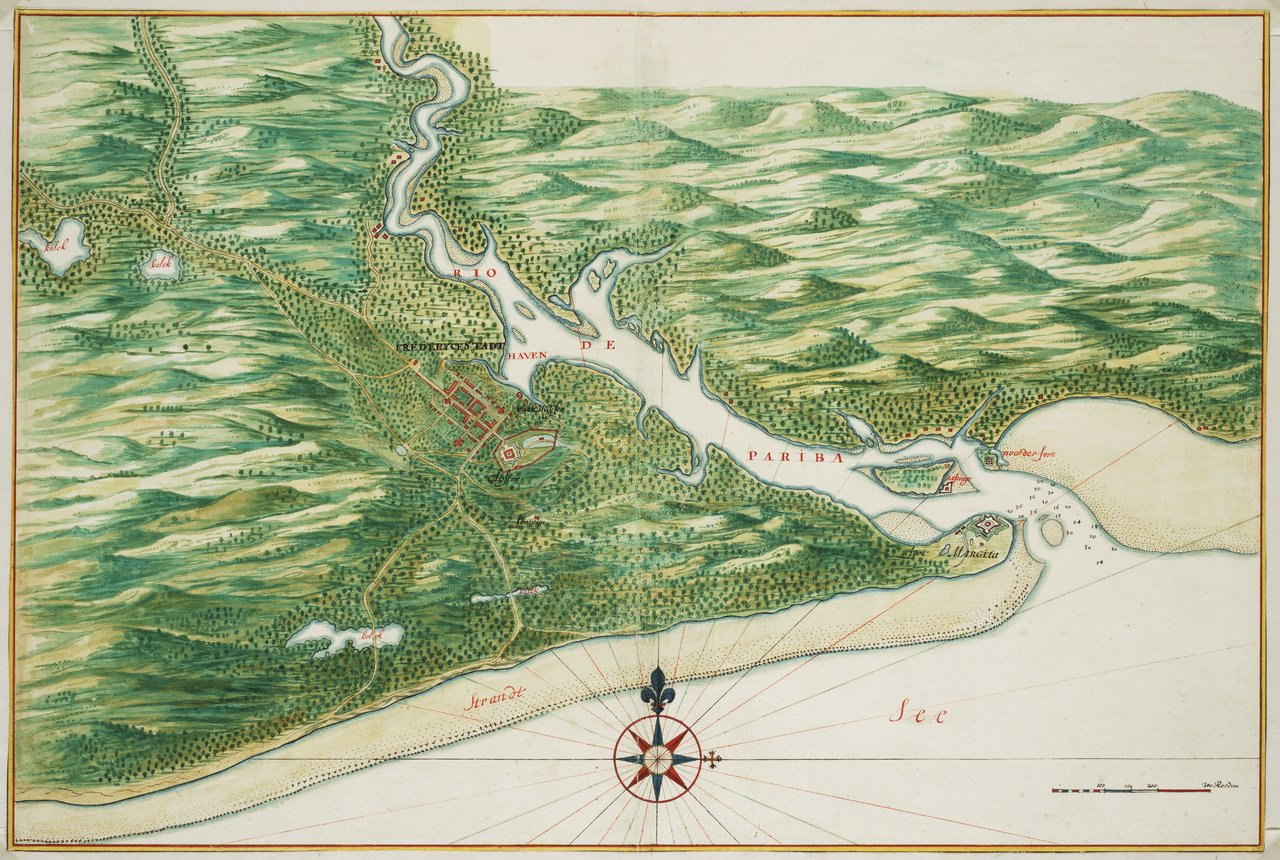
Johannes Vingboons - Frederikstad.

Frederikstad (em português: Cidade de Frederico, Frederica ou Frederícia) foi, de 1634 a 1654, um  assentamento da colônia neerlandesa de Nova Holanda. Foi um dos dois maiores núcleos civilizacionais holandeses pioneiros em solo americano, junto com Mauristaadt. Desse pólo partiram vários dos emigrados que iriam erguer o sul da ilha de Manhattan.
O primeiro governador da Paraíba holandesa também era governador do Rio Grande cuja sede provisória do governo era a igreja de São Francisco transformada em forte no período. Enquanto Mauristaadt e Pernambuco eram as principais conglomerações da Nova Holanda Meridional, Frederickstaadt e Paraíba eram os principais centros da Nova Holanda Setentrional. Estava tão bem localizada no contexto da Nova Holanda que num raio de apenas duas centenas de quilômetros de si, estavam os três principais núcleos da presença holandesa no Nordeste.

## História
A Companhia Neerlandesa das Índias Ocidentais conquista a capitania da Paraíba em 26 de dezembro de 1634, incorporando-a à colônia Nova Holanda. Em 1635, a cidade Filipeia de Nossa Senhora das Neves foi renomeada Frederikstad pelos neerlandeses em homenagem ao príncipe de Orange, Frederico Henrique. Frederikstad possuía aproximadamente mil e quinhentos habitantes e dezoito engenhos de açúcar na época da ocupação neerlandesa, que durou vinte anos.
Foi um período de relativa tranquilidade, existindo uma certa tolerância entre os neerlandeses e a população. Como em todo o Brasil Holandês, a substituição de Maurício de Nassau, que era bem visto pela população e as medidas impopulares tomadas por seus sucessores minaram o apoio que os neerlandeses tinha junto à população, que posteriormente apoiou a reconquista do território por Portugal.
Em 1 de fevereiro de 1654, os portugueses reconquistaram a capitania da Paraíba, expulsando os neerlandeses. Com a reconquista portuguesa, Frederikstad voltou a se chamar Nossa Senhora das Neves (pouco depois seria denominada Parahyba), sendo posteriormente renomeada João Pessoa.

## Táticas militares
Depois de duas tentativas de invasão, a Paraíba acabou cercada pelos neerlandeses e não resistiu ao cerco acabando dominada por estes. A tática utilizada pelos neerlandeses foi a de usar milhares de mercenários (principalmente irlandeses, alemães, poloneses) em várias subdivisões de várias centenas que somadas chegavam aos milhares na infantaria de soldados espalhados desde o extremo leste do continente até as enseadas a norte e noroeste desembarcados a partir de navios, enquanto a marinha holandesa após desembarcar a infantaria por uma costa de mais de duas dezenas de quilômetros se focava na neutralização dos canhões da ilha da Restinga, Forte Margaret) e do forte Velho. Cercada por terra, mar e rio como nunca antes, a Cidade de Filipeia não pôde mais resistir as investidas neerlandesas com muito mais recursos militares. Após ser conquistada, a cidade passa a se denominar Frederikstad como simbolismo contra a denominação que a dinastia dos Filipes representava naquela altura.
Há um mapa da época[carece de fontes?] que retrata como foi conquistado o forte Margareth e outro que mostra bandeiras holandesas fincadas logo após a conquista bem parecido com as gravuras sobre Nova Amsterdão (NY) no mesmo século. Essa ilustração de Andreas Drewisch mostra que os batavos ergueram várias estruturas militares com um número notável de mercenários da Companhia das Índias Ocidentais, cercando o forte Margareth e o atacando por todos os lados conquistando a ponta da península de Cabedelo, então parte de João Pessoa, palmo a palmo. Não restou outra saída as dezenas de luso-nordestinos cercados por terra e mar senão se render aos batavos. Estavam totalmente isolados, sem nada a fazer e nem para quem apelar, mesmo com resistência que não se viu nas demais capitanias. De acordo com Herckmanns[carece de fontes?], a fortaleza de Santa Catarina antes dos holandeses era um mero fortim, tendo sido os holandeses que o transformaram em um imponente forte com várias muralhas e baterias. Destas muralhas, nem todas sobreviveram até os nossos dias, mas mesmo o que restou ainda se mostra imponente quando comparado a outros fortes do mesmo período.

## Consequências na história mundial
O fim destes ricos protetorados tais como Frederikstad (Paraíba Neerlandesa) e Mauritsstad deixaram impacto na história. Primeiro por que expulsaram colonos que absorveram a experiência pernambucana e paraibana para zonas da América Central e Setentrional que iriam gerar o embrião da zona industrializada no norte dos EUA. Como já bem dizia o economista Celso Furtado em sua obra sobre a formação econômica do Brasil, a indústria do açúcar de Pernambuco e Paraíba foram levadas para as Caraíbas, estando essa região  intermediária entre a metrópole e as colônias emergentes, graças ao açúcar e suas técnicas vindas da Nova Holanda.